# Аполлос (Байбаков)
Архиепископ Аполлос (в миру Андрей Дмитриевич Байбаков; 1737, село Зметаево, Черниговский полк − 14 мая 1801, Архангельск) — епископ Русской православной церкви и богослов второй половины XVIII века.

## Биография
Андрей Дмитриевич Байбаков родился в Малороссии в селе Зметаево в 1737 году.
В 1757—1767 годах учился в московской Славяно-греко-латинской академии, с 9 февраля 1768 года по 26 марта 1770 года — на философском факультете в Московском университете, где изучал юриспруденцию, математику и новые языки.
Работал корректором при университетской типографии (1770—1771). С 1772 года — учитель поэтики и риторики в Славяно-греко-латинской академии.
В 1774 году пострижен в монашество с именем Аполлос.
В апреле 1775 года Аполлос был определён ректором Троицкой семинарии. Исправлял должность наместника Троицкой лавры (1782—1783).
17 декабря 1783 года он был возведён в сан архимандрита Заиконоспасского монастыря и назначен ректором Московской академии.
В декабре 1785 года был вызван в Санкт-Петербург, а в 1786 году назначен настоятелем Воскресенского Ново-Иерусалимского монастыря.
5 июня 1788 года был хиротонисан во епископа Орловского и Севского.
26 октября 1798 года был перемещён на Архангельскую и Холмогорскую епархию.
Был членом Российской академии (с 1786). Написал несколько трудов по теории словесности и русского языка, из которых наиболее заметный «Правила пиитическия» (вышло 10 изданий с 1774 по 1826 год). Аполлос принимал активное участие в создании «Словаря Академии Российской», а также им была написана «Грамматика, руководствующая к познанию Славено-российского языка» (1794). Аполлос предлагал удаление из гражданского алфавита некоторых[каких?] устаревших букв и унификацию написания оставшихся
Скончался 14 мая 1801 года в Архангельске.